# Diamonds (canção de Sam Smith)
"Diamonds" é uma canção do cantor britânico Sam Smith, gravada para seu terceiro álbum de estúdio Love Goes (2020). A canção foi escrita por Smith, Oscar Görres e Shellback, sendo produzida por estes dois últimos. Foi lançada como segundo single do álbum em 18 de setembro de 2020, pela gravadora Capitol Records.

## Desempenho nas tabelas musicais

### Tabelas semanais
| Tabela musical (2020)                      | Melhor posição |
| ------------------------------------------ | -------------- |
| Alemanha (GfK Entertainment Charts)        | 83             |
| Bélgica (Ultratop 50 de Flandres)          | 26             |
| Escócia (Official Charts Company)          | 12             |
| Estados Unidos (Billboard Adult Pop Songs) | 27             |
| Estados Unidos (Mainstream Top 40)         | 34             |
| Irlanda (IRMA)                             | 19             |
| México (Billboard Mexico Ingles Airplay)   | 30             |
| Nova Zelândia Hot Singles (RMNZ)           | 2              |
| Países Baixos (Dutch Top 40 Tipparade)     | 20             |
| Países Baixos (Single Top 100 Tip)         | 10             |
| Reino Unido (UK Singles Chart)             | 22             |

## Históricos de lançamentos
| Local          | Data de lançamento     | Formato(s)                 | Gravadora(s) | Ref.   |
| -------------- | ---------------------- | -------------------------- | ------------ | ------ |
| Vários         | 18 de setembro de 2020 | Download digital streaming | Capitol      | [ 4 ]  |
| Austrália      | 18 de setembro de 2020 | Rádios mainstream          | EMI Capitol  | [ 16 ] |
| Itália         | 18 de setembro de 2020 | Rádios mainstream          | Universal    | [ 17 ] |
| Estados Unidos | 21 de setembro de 2020 | Rádios hot AC              | Capitol      | [ 18 ] |
| Reino Unido    | 25 de setembro de 2020 | Rádios mainstream          | Capitol      | [ 19 ] |